# Нуньес, Андерсон Франсиско
Нуньес (порт. Nunes; полное имя — Андерсон Франсиско Нуньес, порт. Anderson Francisco Nunes); родился 21 января 1982, Сан-Паулу, Бразилия) — бразильский футболист, нападающий клуба «Можи-Мирин».

## Карьера
Нуньес — воспитанник клуба «Санту-Андре». В 2004 он покинул клуб, перейдя в «Коритибу», но возвращался в родной клуб — дважды: в 2009 и в 2014 году соответственно. В 2005 году Франсиско перешел в дубайский клуб «Хатта», но уже через год вернулся на родину в клуб «Рио-Бранко» (Американа).